# Pontifícia Universidade Ucraniana de São Josafá
Pontifícia Universidade Ucraniana de São Josafá é uma universidade pontifícia em Roma destinada à educação de seminaristas e sacerdotes para a Igreja Greco-Católica Ucraniana. A universidade é servida pela igreja San Giosafat al Gianicolo ou Igreja de São Josafá no Janículo, uma das igrejas nacionais da Ucrânia em Roma, dedicada a São Josafá Kuntsevych. Está localizada no Janículo, parte do rione Trastevere.

## História
As origens da Universidade Ucraniana remonta ao século XVI e estava, a princípio, ligada a Pontifícia Universidade Grega de Santo Atanásio, que foi fundada em 1576. Esta universidade era frequentada não apenas por seminaristas gregos ou falantes do grego, mas também por ucranianos até 1897, exceto no período entre 1803 e 1845, quando a universidade esteve fechada.
Em 18 de dezembro de 1897, o papa Leão XIII aprovou a fundação de uma universidade ucraniana e, em 1904, os basilianos de São Josafá, que também tem a casa matriz em Roma, se mudaram para lá. Ela esteve na Piazza Madonna dei Monti, mas, em 13 de novembro de 1932, um novo edifício foi construído no Janículo. Atualmente há entre 20 e 50 estudantes.